# BU-11 (Spanje)

De BU-11

De BU-11 of Autovía de ronda I is een autovía in Castilië-León. De snelweg is 4 kilometer lang en vormt de zuidelijke toegang tot Burgos.